# Myrmeleon pellucidus
Myrmeleon pellucidus är en insektsart som beskrevs av Hölzel 1988. Myrmeleon pellucidus ingår i släktet Myrmeleon och familjen myrlejonsländor. Inga underarter finns listade i Catalogue of Life.